# Rue Théodore-Ozenne
La rue Théodore-Ozenne (en occitan : carrièra Teodor Ozenne) est une voie de Toulouse, chef-lieu de la région Occitanie, dans le Midi de la France.

## Situation et accès

### Description
La rue Théodore-Ozenne est une voie publique. Elle se situe dans le quartier Saint-Étienne, dans le secteur 1 - Centre.
Elle naît de la rue du Languedoc à la hauteur de la place des Carmes. Cette rue large de 20 mètres était, lors de son aménagement, la plus large de la ville. Elle est rectiligne orientée au sud-est en direction de l'entrée du Jardin des Plantes. Elle coupe d'abord la rue d'Aussargues, puis reçoit sur son côté droit la rue du Colonel-Pointurier et donne naissance sur son côté gauche à la rue de la Pleau. Elle traverse ensuite la grande-rue Nazareth avant de donner naissance, sur sa gauche, à la rue Caminade, puis à la rue Sesquières, et de recevoir la rue Furgole. Elle donne naissance sur son côté droit à la rue Escoussières-Montgaillard. Elle n'est reliée à la rue Jules-de-Rességuier que par un escalier. Elle délimite le côté sud-ouest du Jardin royal et se termine au carrefour des allées Jules-Guesde.
La chaussée compte une voie de circulation automobile dans chaque sens. Elle appartient à une zone de rencontre et la vitesse y est limitée à 20 km/h. Il existe une bande cyclable de chaque côté.

### Voies rencontrées
La rue Théodore-Ozenne rencontre les voies suivantes, dans l'ordre des numéros croissants (« g » indique que la rue se situe à gauche, « d » à droite) :
1. Place des Carmes
2. Rue du Languedoc
3. Rue d'Aussargues (g)
4. Rue José-Félix (d)
5. Rue de la Pleau (g)
6. Rue du Colonel-Pointurier (d)
7. Grande-rue Nazareth
8. Rue Caminade (g)
9. Rue Sesquières (d)
10. Rue Furgole (d)
11. Rue Escoussières-Montgaillard (g)
12. Rue Jules-de-Rességuier (g)
13. Allées Jules-Guesde

### Transports
La rue Théodore-Ozenne est parcourue et desservie sur toute sa longueur par la ligne de bus 44, ainsi que, entre la grande-rue Nazareth et la rue du Languedoc, par la navette Ville. Au nord, la rue Théodore-Ozenne aboutit également à la place des Carmes, où débouche la station du même nom, sur la ligne de métro . Au sud, sur les allées Jules-Guesde, se trouvent également les arrêts de la ligne de bus 66.
Il existe plusieurs stations de vélos en libre-service VélôToulouse le long de la rue Théodore-Ozenne ou à proximité : les stations no 45 (10 rue Théodore-Ozenne), no 46 (1 place des Carmes) et no 67 (35 allées Jules-Guesde).

## Odonymie

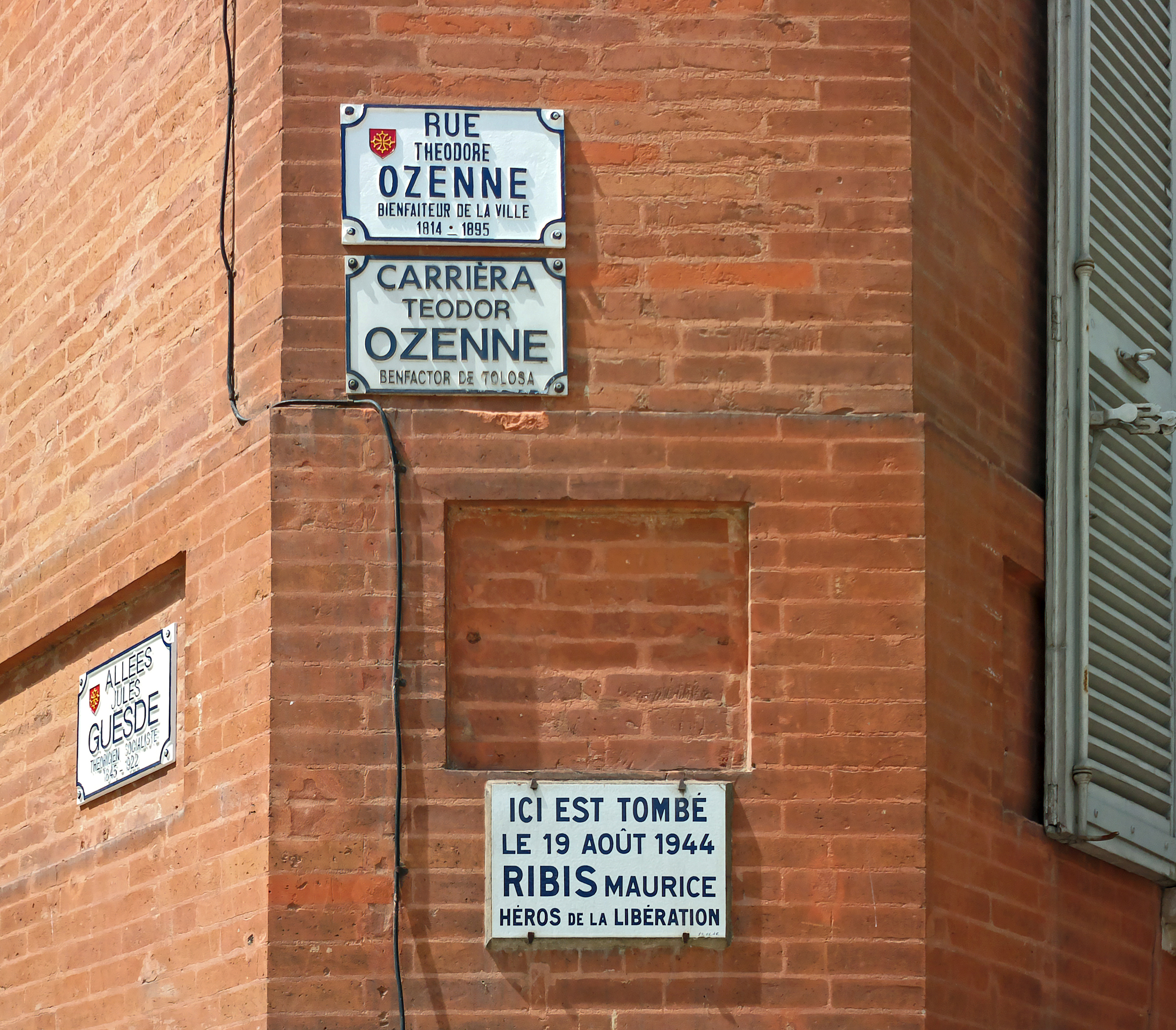
Les plaques de rue à l'angle des allées Jules-Guesde.

Le nom de la rue rend hommage à Théodore Fulgence Ozenne, né à Paris en 1814, mort à Toulouse en 1898, banquier toulousain et président de la chambre de commerce. Il fut également adjoint au maire et occupa les fonctions d'administrateur du Bureau de bienfaisance à partir de 1890, des Hospices à partir de 1891, et du Mont de Piété à partir de 1893. À sa mort, il légua une partie importante de ses propriétés à la ville de Toulouse des châteaux et des terrains de la campagne toulousaine pour les lycées de garçons et de filles (actuels lycée Bellevue et Raymond-Naves). Il fut également une personnalité de la vie culturelle de la ville, mainteneur des Jeux floraux, et il légua l'hôtel d'Assézat à la ville à la condition qu'on y installe les sociétés savantes locales, dont l'Académie des sciences, inscriptions et belles-lettres. 
La dernière partie de la rue Théodore-Ozenne, entre la rue Caminade et la rue Jules-de-Rességuier, correspond à une ancienne rue qui débouchait à la porte Montgaillard, une des portes secondaires du rempart de la ville. Elle était pour cette raison dénommée, au moins depuis la fin du XIIIe siècle, rue de la Porte-Montgaillard (carraria Portae Montis Gaillardi en latin, 1282) ou, plus simplement, rue Montgaillard (carraria Montis Gaillardi en latin, 1325),. En 1794, pendant la Révolution française, on lui donna le nom de rue du Jardin-Public, car elle aboutissait au Jardin Royal, renommé Jardin Public à la même époque.

## Histoire

### Moyen Âge et période moderne
Au Moyen Âge, l'actuelle rue Théodore-Ozenne n'existe pas. Il y a bien une rue étroite, qui naît au carrefour de la rue Caminade et va jusqu'à la porte Montgaillard (emplacement au devant de l'actuel no 26). Cette porte est une des portes secondaires du rempart de la ville. Elle existe déjà au début du XIIIe siècle, puisque, lors de la croisade des Albigeois, des combats y opposent les croisés, menés par Simon de Montfort, aux Toulousains révoltés. Un pont, défendu par une deuxième tour, permet de franchir le fossé qui entoure le rempart. Au-delà s'étend une plaine marécageuse, traversée par le Sauzat et les ruisseaux qui descendent de la butte du Calvinet et de Pech David. La porte est reconstruite et consolidée vers 1346, et au début du XVIe siècle. 
La population profite de la proximité d'un puits public, simplement désigné comme le puits Montgaillard. Il se trouve au centre de la petite place qui se forme au carrefour de la rue des Brassiers (actuelle rue Sesquières) et de la rue Caminade. La rue est principalement bordée d'écuries et de granges. Elle connaît une faible activité, principalement liée à sa position à l'entrée de la ville : c'est pour cette raison qu'on y trouve plusieurs auberges et hôtelleries. Les plus importantes sont l'« hostellerie à l'Image de Saint-Pierre », tenue à la fin du XVIe siècle par un certain Barthélémy Coder, qui se trouve près du puits Montgaillard (emplacement de l'actuel no 25), et l'hôtellerie du Faucon, tenue au milieu du XVIe siècle par un certain Jean Martel (emplacement de l'actuel no 23). Les autres auberges n'ont pas d'enseignes spéciales.
La rue commence à se transformer à partir du milieu du XVe siècle. Le développement de l'administration royale favorise l'émergence d'une classe de spécialistes du droit – hommes de loi, jurisconsultes, notaires, avocats. La proximité du Château Narbonnais, occupé par la sénéchaussée, puis par le parlement, attire une nouvelle population dans la rue Montgaillard. Les familles de parlementaires les plus puissants font construire des hôtels particuliers pour manifester leur richesse. Ainsi, en 1550, Étienne Potier, seigneur de La Terrasse, notaire et greffier des présentations au parlement, fait construire un hôtel entre la grande-rue Nazareth (actuel no 28) et la rue Montgaillard (actuel no 10).
En 1616, les capitouls délibèrent de créent réer une Académie d'équitation, pour les exercices militaires des jeunes gens de la ville. Ils établissent un manège sur un terrain appartenant à la ville, entre les deux portes Montgaillard. L'année suivante, on fait construire un manège couvert, long de 23,40 m et large de 10,80 m. On accorde également à la nouvelle institution deux tours des remparts, pour le fourrage des chevaux. C'est une des premières académies d'équitation du royaume, sur le modèle de l'Académie fondée à Paris en 1594 par Antoine de Pluvinel. L'Académie toulousaine continue à fonctionner, même après la création par les États de Languedoc, en 1640, d'une académie de Province à Montpellier. Les jeunes gens y apprennent à monter à cheval, mais on leur enseigne également les armes, la musique et les mathématiques. Chaque année, on distribue comme prix « aux mieux faisant des armes », deux épées, l'une en argent et l'autre damasquinée. 
C'est seulement au XVIIIe siècle que s'élèvent les constructions, comme les deux petites maisons des d'Albis de Belbèze (actuel no 21). Au no 5, en 1664 noble Claude de Saint-Félix, sieur de Couladère, capitoul en 1646-1647. Au no 16, vers 1670, Antoine d'Albis, conseiller au Parlement, secrétaire du roi, puis, son fils Pierre-Thomas d'Albis ; en 1727, son fils Denis d'Albis, conseiller aux requêtes du Parlement en 1727, conseiller honoraire en 1768 ; en 1751, son fils Jean-François-Denis d'Albis de Belbèze, seigeur de Thil et de Bretx, conseiller aux requêtes en 1751, conseiller à la Grand-Chambre en 1770, membre de l'Académie des Jeux-Floraux en 1779. Au no 9, en 1783, Jean-François-Denis d'Albis de Belbèze.
L'institution de l'Académie d'équitation est plusieurs fois suspendue et rétablie, selon les capitouls en fonction. Elle rencontre pourtant un grand succès tout au long du XVIIIe siècle. En 1784, le directeur inaugure dans le manège une Course de chevaux donnée au public. Ce spectacle attire une foule si nombreuse, qu'une tribune s'écroule.
En 1745, l'ancienne porte gothique, avec ses créneaux et ses mâchicoulis saillants, parut aux capitouls, un monument d'un aspect désagréable dans le voisinage des nouvelles promenades, et on décide d'abattre sa partie supérieure et d'employer les matériaux à la clôture du cimetière Saint-Sauveur (emplacement de l'actuelle place Dominique-Martin-Dupuy). En 1747, elle est finalement démolie et reconstruite dans le goût du style néo-classique par le maître-maçon Foulquier. L'année suivante, on procède à de nouveaux embellissements. Jean-Marc Arcis, fils du sculpteur Marc Arcis, y sculpte les blasons des capitouls. Enfin, en 1749, la tour qui défend le pont sur le fossé, est également démolie, et les matériaux utilisés pour les réparations du logis de l'Écu, dans l'enclos de la Maison commune (emplacement de l'actuel square Charles-de-Gaulle).

### Époque contemporaine
La Révolution française apporte quelques bouleversements. Pendant la Terreur, entre 1793 et 1794, plusieurs parlementaires toulousains sont inquiétés.  En 1793, l'hôtel d'Albis de Belbèze (ancien no 16) et l'immeuble voisin (ancien no 9), qui appartiennent à Jean-François-Denis d'Albis de Belbèze, sont vendus comme biens d'émigré. En revanche, l'Académie d'équitation ne cesse pas de fonctionner. Elle sert à former les cavaliers des troupes révolutionnaires. En 1809, elle est reconstituée sous le nom d'École d'équitation, et désignée dans la troisième classe des Écoles impériales.
Dans la deuxième moitié du XIXe siècle, les municipalités toulousaines se préoccupent d'améliorer l'urbanisme et la circulation dans les rues de la ville. En 1865, sous l'impulsion du maire Jean Patras de Campaigno, le projet de l'ingénieur en chef des Ponts et Chaussées, Urbain Maguès, est retenu. Il s'organise autour de la percée de deux grandes voies qui traversent la ville du nord au sud, la rue Longitudinale, et d'est en ouest, la rue Transversale. La première partie de la rue Longitudinale – renommée rue d'Alsace-Lorraine –, entre le boulevard de Strasbourg et la place Rouaix, est ouverte entre 1869 et 1873. Dans le même temps, la première partie de la rue Longitudinale – renommée rue de Metz – est percée entre la place du Pont-Neuf et la place Étienne-Esquirol. Peu avant, en 1867, la porte Montgaillard est démolie, permettant de dégager l'espace entre les allées Saint-Michel (actuelles allées Jules-Guesde) et le Jardin Royal. 
La place Montgaillard ne date que du siècle dernier, elle a été créée sur l'emplacement d'un terre-plein qui se trouvait entre la porte de l'enceinte de la ville et la tour avancée qui commandait le ponceau jeté sur les fossés des fortifications. Ce terre-plein s'appelait,alors, par extension, l'Esplanade. Sur le côté ouest, où se sont élevées les nouvelles constructions, se trouvait le Manège. 
En 1893, la municipalité d'Honoré Serres de se préoccupe d'achever les travaux des deux rues de Metz et d'Alsace-Lorraine. Entre 1894 et 1897, les travaux prolongent la rue de Metz vers l'est, de la place Étienne-Esquirol au boulevard Lazare-Carnot. Entre 1899 et 1904, c'est la rue d'Alsace-Lorraine qui est prolongée au sud entre la place Rouaix, la place des Carmes et la place du Salin. Elle devient, en 1906, la rue du Languedoc,. Mais dès 1900, le conseil municipal décide de compléter ces travaux par le percement d'une nouvelle rue, large promenade bordée d'arbres, entre la place des Carmes et le Jardin des Plantes. Le projet en est approuvé en 1904 : ce sera la future rue Théodore-Ozenne. 
Les travaux en sont menés entre 1908 et 1912,,. La rue Montgaillard disparaît, absorbée par la nouvelle rue. Surtout, ce sont plusieurs hôtels particuliers qui sont démolis, totalement ou en partie. Entre la rue du Languedoc et la rue d'Aussargues, la rue traverse les jardins des hôtels Bérenguier-Maynier (actuel no 4), Puymaurin (actuel no 6) et Dahus (actuel no 9). De ce dernier, seul le corps de logis principal avec sa tour subsiste, isolé. Dans la grande-rue Nazareth, c'est l'hôtel de Paulo (ancien no 39 grande-rue Nazareth) qui est emporté par les démolitions. Quelques travées et la tour seulement subsistent de l'hôtel de Maussac (actuel no 8 bis), tandis que les bâtiments en fond de cour de l'hôtel Potier de La Terrasse sont démolis (actuel no 10). Entre la rue Caminade et la rue Escoussières-Montgaillard, enfin, le percement de la rue entraîne la disparition complète de l'hôtel d'Albis de Belbèze. 

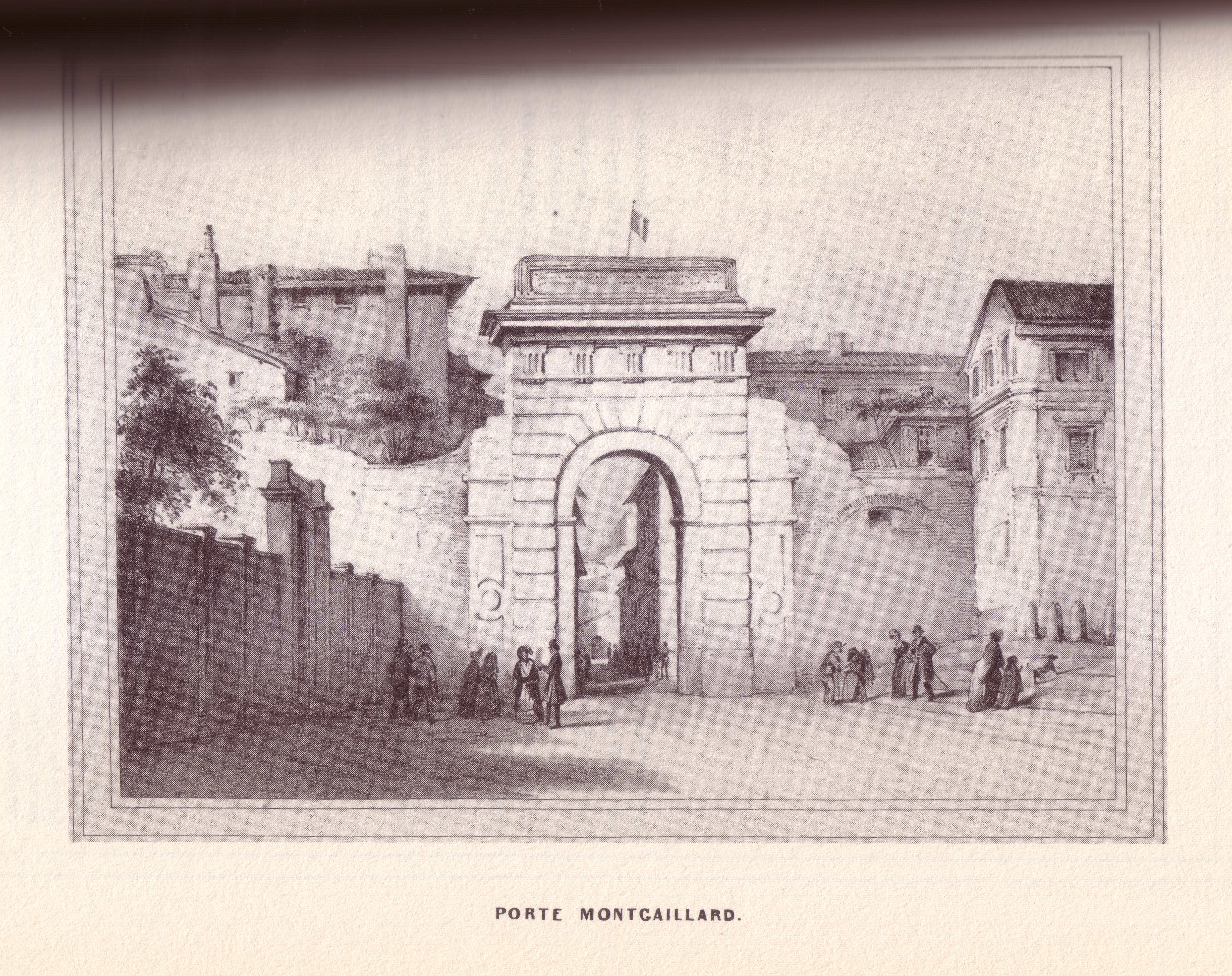
La porte Montgaillard, par Jean-Mamert Cayla (1842, Toulouse monumentale et pittoresque)
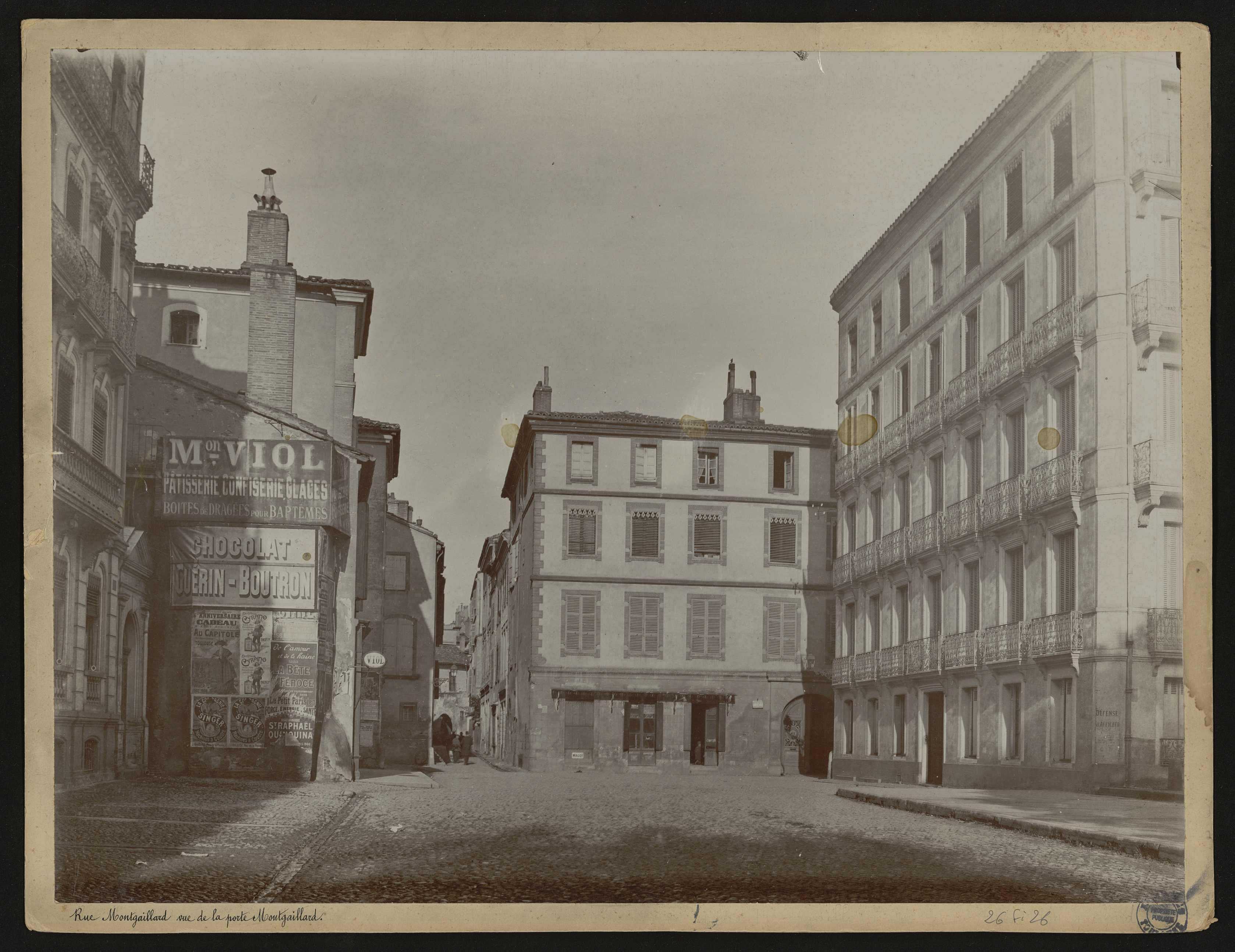
La rue Montgaillard, par Paul Bacard (1908, archives municipales).
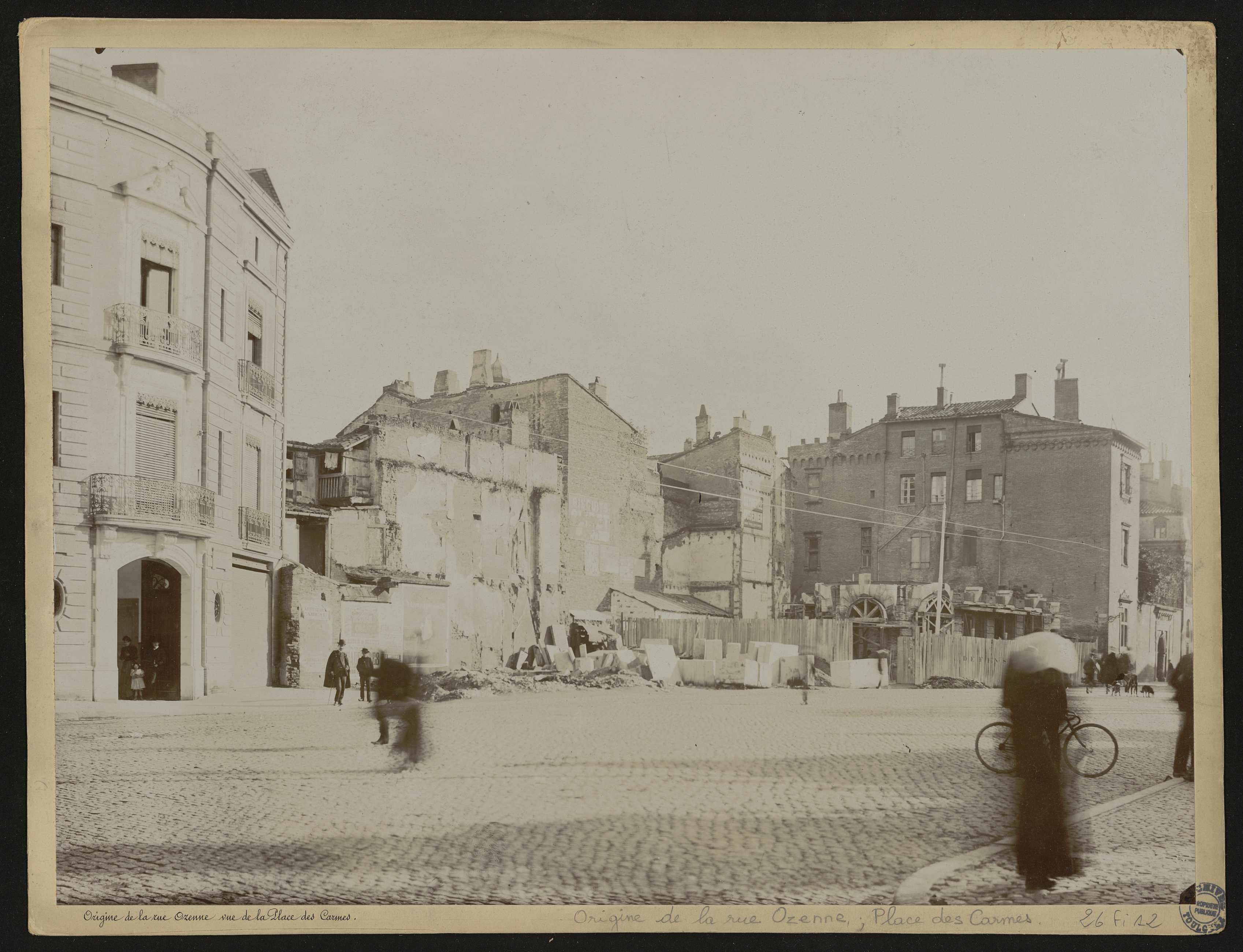
Les travaux de percement du côté de la place des Carmes, par Paul Bacard (1908, archives municipales).
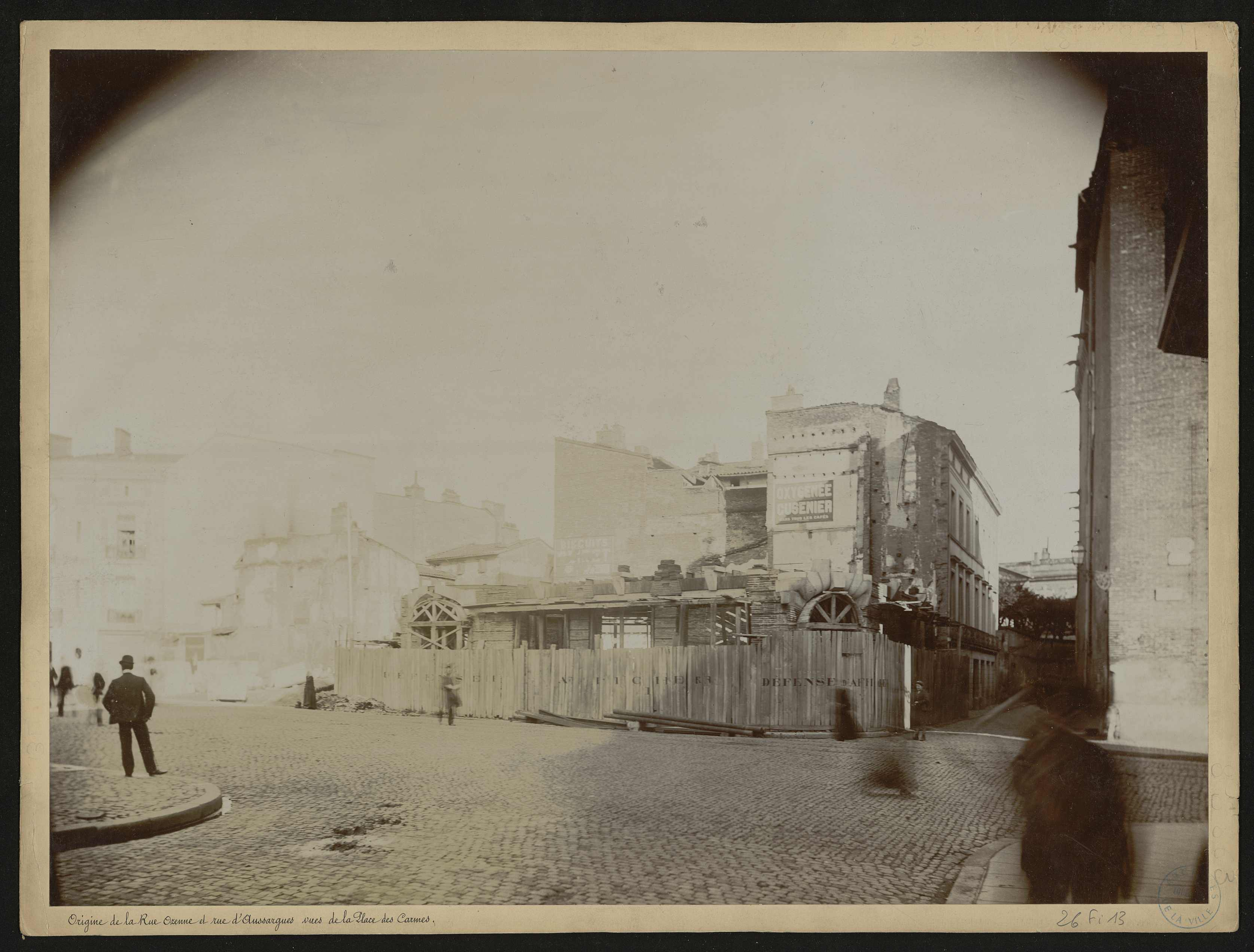
Le croisement de la rue d'Aussargues, par Paul Bacard (1908, archives municipales).

Dans le même temps, de nouvelles constructions sont élevées, dans le style éclectique alors en vogue dans les milieux bourgeois de la ville. Les propriétaires font principalement appel aux architectes toulousains qui répondent à leurs goûts. En 1907, Eugène Curvale est chargé en 1907 d'élever de nouveaux bâtiments pour fermer la cour de l'hôtel Potier de La Terrasse (actuel no 10). Paul Bonamy construit entre 1906 et 1907 l'immeuble Berry, à l'entrée de la rue, face à la place des Carmes (actuel no 2). En 1909, Joseph Dargein fait élever de nouveaux bâtiment dans la cour de l'hôtel Bérenguier-Maynier (actuel no 4). La même année, Marius Pujol construit un immeuble à l'angle de la rue de la Pleau (actuel no 11). En 1910, Gabriel Galan aménage de nouveaux communs et des écuries en arrière de l'hôtel de Puymaurin (actuel no 6). Il commence l'année suivante la construction de l'immeuble voisin, achevé en 1913 (actuel no 13). En 1911, Barthélemy Guitard construit la maison du docteur Marie, à l'angle de la rue d'Aussargues (actuel no 7), et Barthès un immeuble à l'angle de la rue Caminade (actuel no 12). L'année suivante, on retrouve Paul Bonamy, qui construit une maison en face (actuel no 23). En 1912 encore, l'entrepeneur Lasserre construit, dans le style néo-gothique, l'immeuble du docteur Albert Bernardin (actuel no 3). En 1913, Joseph Gilet construit un immeuble pour M. Brocqua (actuel no 5), et Barthélémy Guitard un immeuble à l'angle de la rue Caminade (actuel no 25), ainsi que deux immeubles qui lui font face (actuels no 16 et 18),, ou encore l'architecte Lacoste pour les immeubles voisins (actuels no 27 et 29),.
Les constructions se poursuivent après la Première Guerre mondiale, respectant le style des autres immeubles du début du siècle, ne laissant paraître les influences de l'Art déco que dans des éléments du décor, comme pour l'immeuble construit en 1922 par Carsalade à l'angle de la grande-rue Nazareth (actuel no 15) ou l'immeuble élevé en 1926 par les frères Antoine et Pierre Thuriès (actuel no 22). En 1924, Louis Linder construit un immeuble sur l'ancien rempart (actuel no 24) puis, entre 1925 et 1927, un immeuble à l'angle de la rue Sesquières (actuel no 14). 
Des immeubles aux lignes plus modernes sont élevés après la Seconde Guerre mondiale, comme pour l'immeuble qui vient remplacer les dépendances d'Albis (actuel no 21). C'est surtout le siège du Crédit agricole de Toulouse, qui est élevé entre 1950 et 1954 sur une partie des terrains de l'hôtel Dahus, sur les plans de l'architecte Jean Valette (actuel no 9).

## Patrimoine et lieux d'intérêt

### Hôtels particuliers
- no  2 : hôtel Bérenguier Maynier (ou du Vieux-Raisin).  Classé MH (1889)[48],[28].

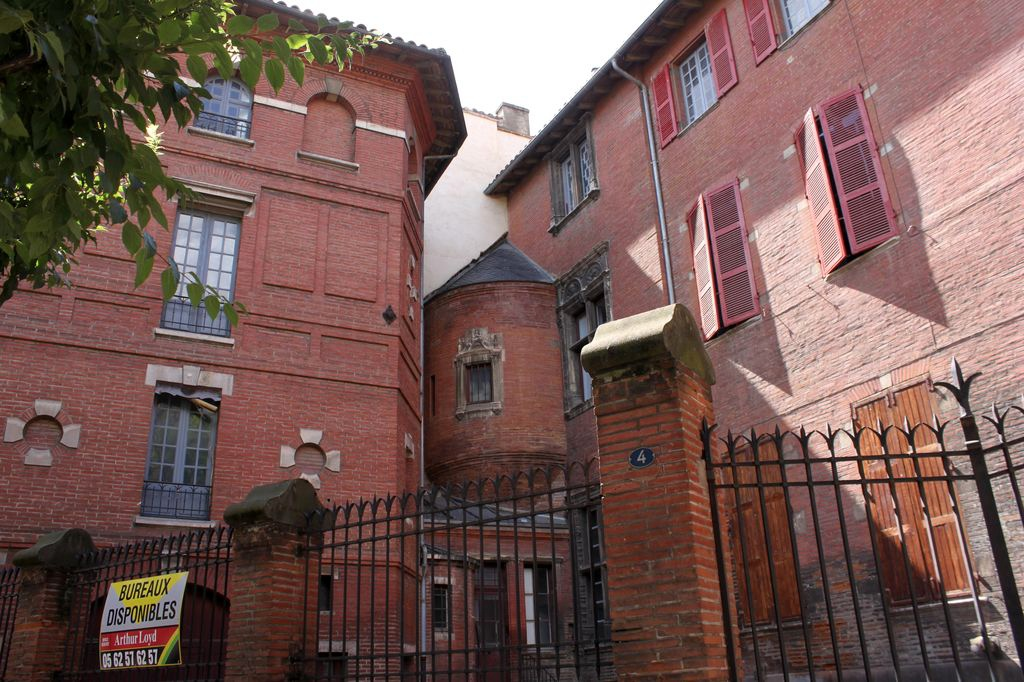
La façade sur jardin de l'hôtel Bérenguier Maynier.
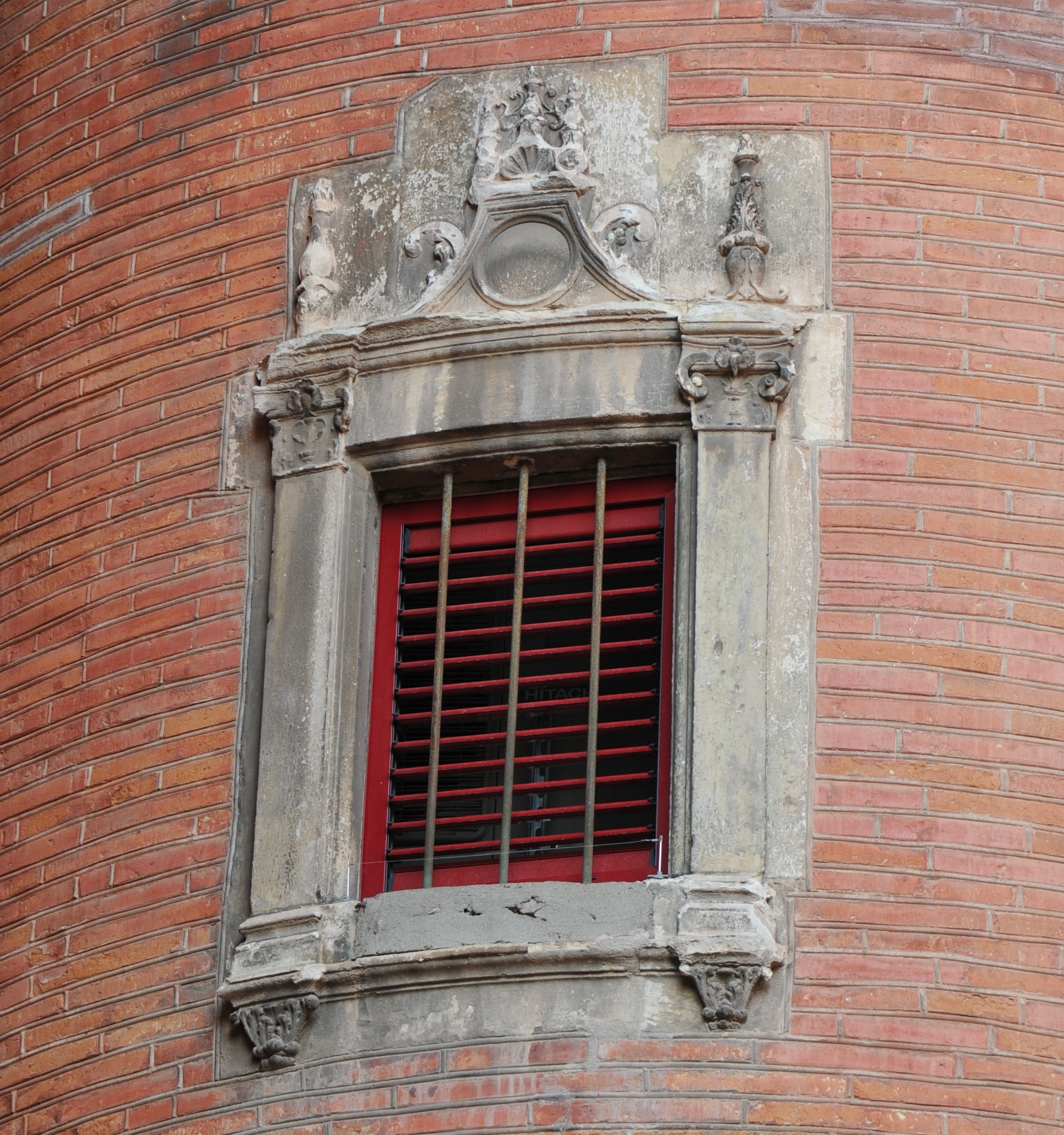
Détail d'une fenêtre de la tourelle sur jardin.
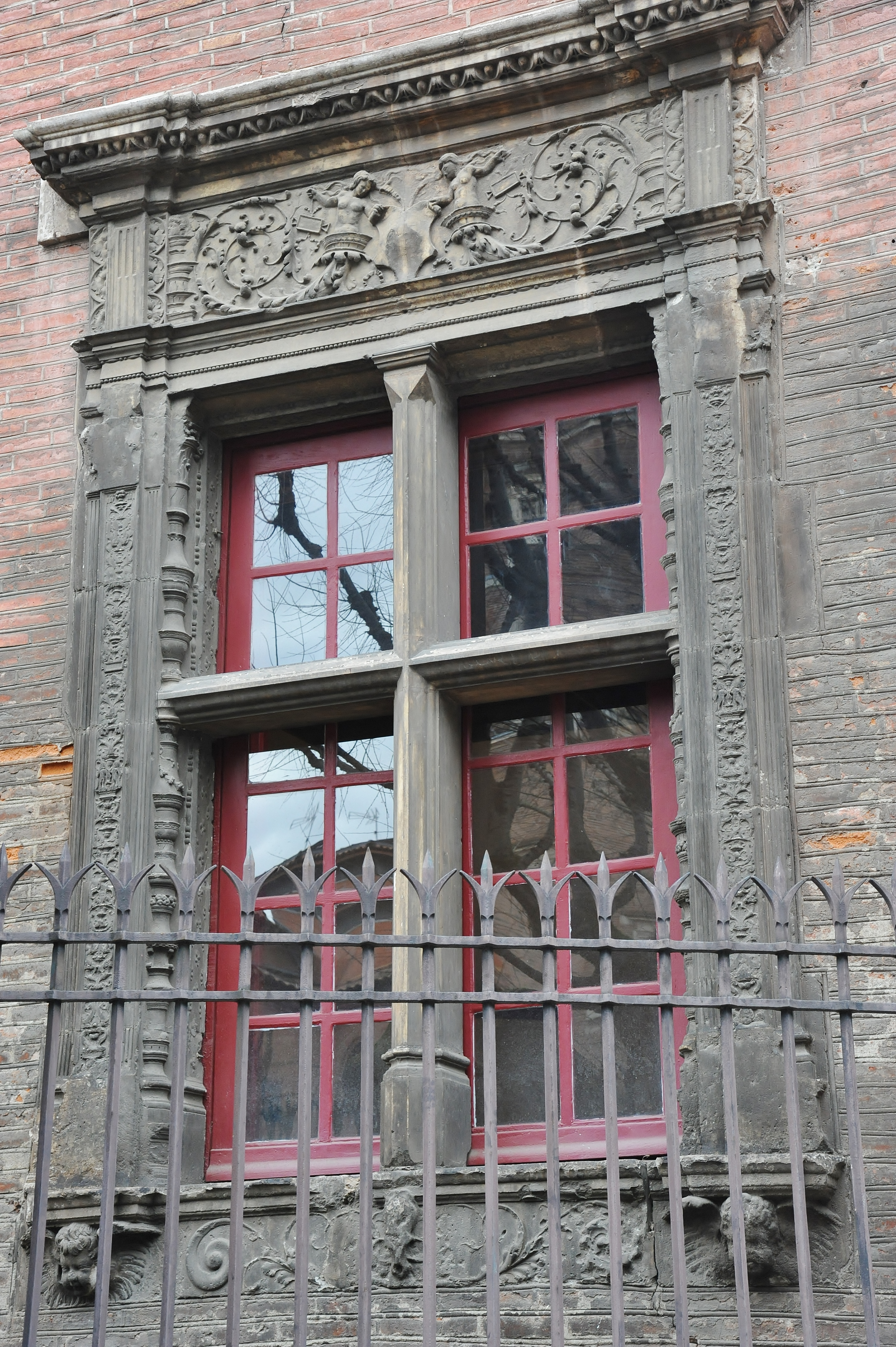
Détail d'une fenêtre de la façade sur jardin.

- no  4 : Hôtel de Puymaurin (ou Labat de Mourlens).  Inscrit MH (1925, escalier et rampe d'appui)[49],[50].

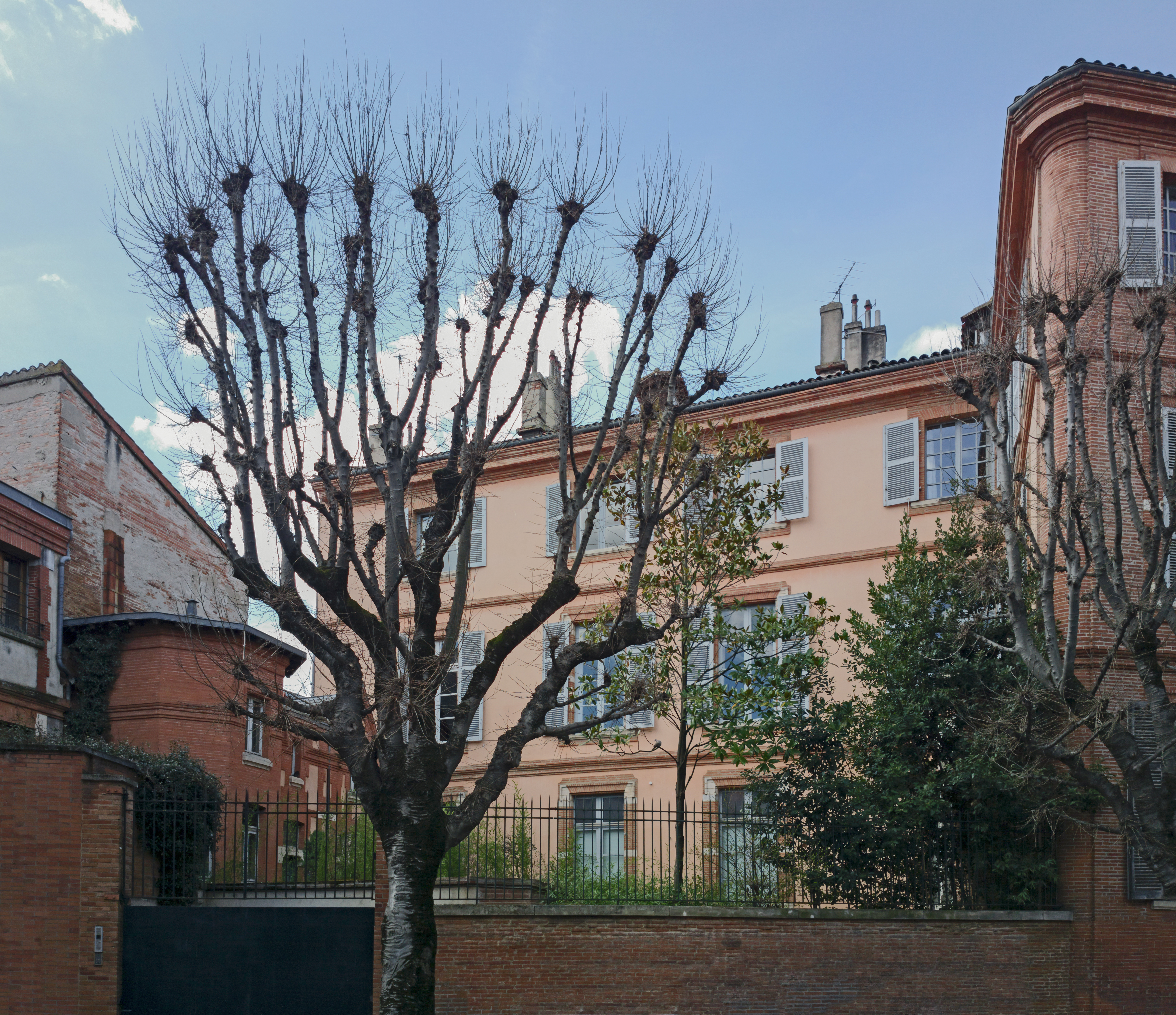
La façade arrière de l'hôtel de Puymaurin.

- no  8 bis : hôtel de Maussac. 
L'hôtel de Maussac, d'un style de transition entre la Renaissance tardive et le classicisme, est construit dans la première moitié du XVIIe siècle pour Jacques de Baderon (1562-1648), coseigneur et baron de Maussac, seigneur de Corneilhan, conseiller au Parlement de 1593 à 1643. Entre 1603 et 1624, il avait constitué un vaste domaine foncier entre la grande-rue Nazareth (emplacement des actuels no 35-37 et ancien no 39), la rue Philippe-Féral (emplacement de l'actuel no 5) et la rue de la Pleau (emplacement de l'actuel no 4). En 1908, lors du percement de la rue Théodore-Ozenne, l'hôtel est presque entièrement emporté par les travaux, laissant voir quelques vestiges du bâtiment ancien. 
Depuis la rue Théodore-Ozenne est visible la tour d'escalier, certainement construite avant 1624, lorsque Jacques de Maussac acquiert la maison du notaire Vidal Cambefort (emplacement de l'actuel no 35). Elle est attribuée à l'architecte Pierre Souffron. Au rez-de-chaussée s'ouvre la porte de la tour, encadrée de pilastres à chapiteaux doriques qui soutiennent un entablement surmonté d'une fronton, qui portait le blason de Baderon de Maussac. L'escalier est éclairé de fenêtres à meneaux, encadrées de pilastres en pierre et brique alternées. La tourelle d'escalier, qui repose sur une demi-trompe, est percée de deux oculi, dont le cadre en pierre est sculpté. La tour et la tourelle sont coiffées de toits en ardoise[51],[52].

- no  9 : hôtel Dahus (ou de Tournoer).  Inscrit MH (1925)[53],[47].

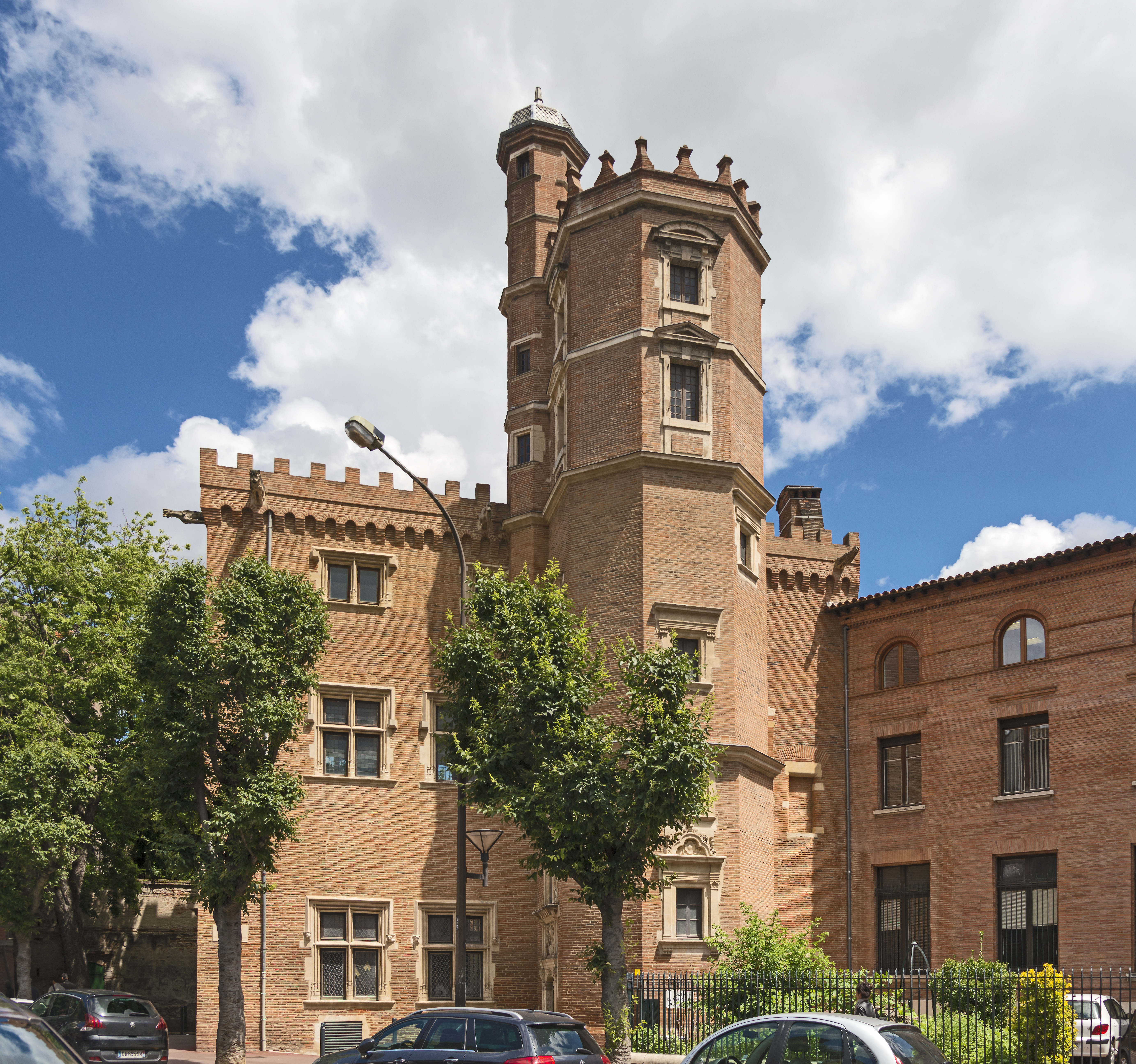
L'hôtel Dahus.
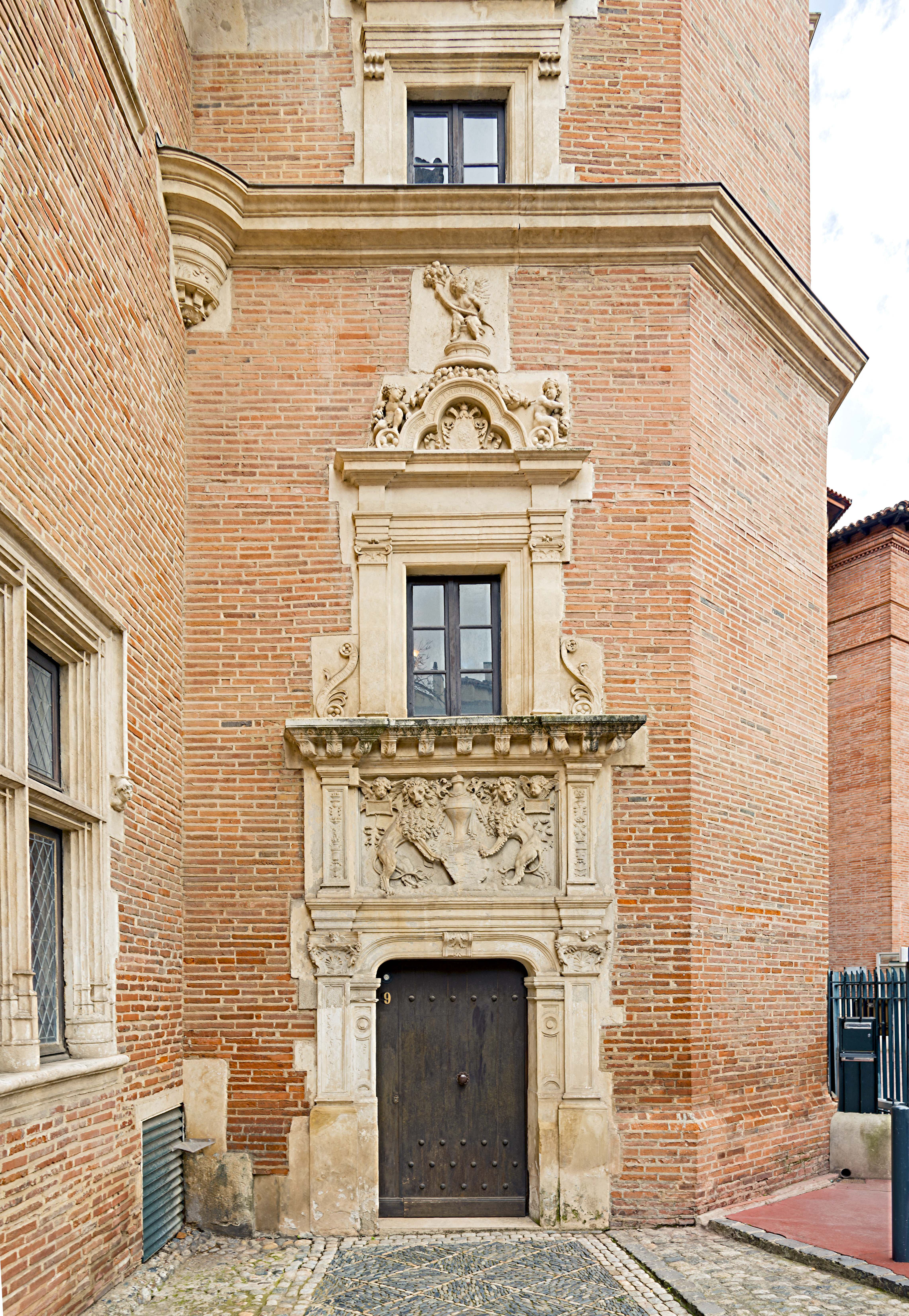
Porte de la tour.
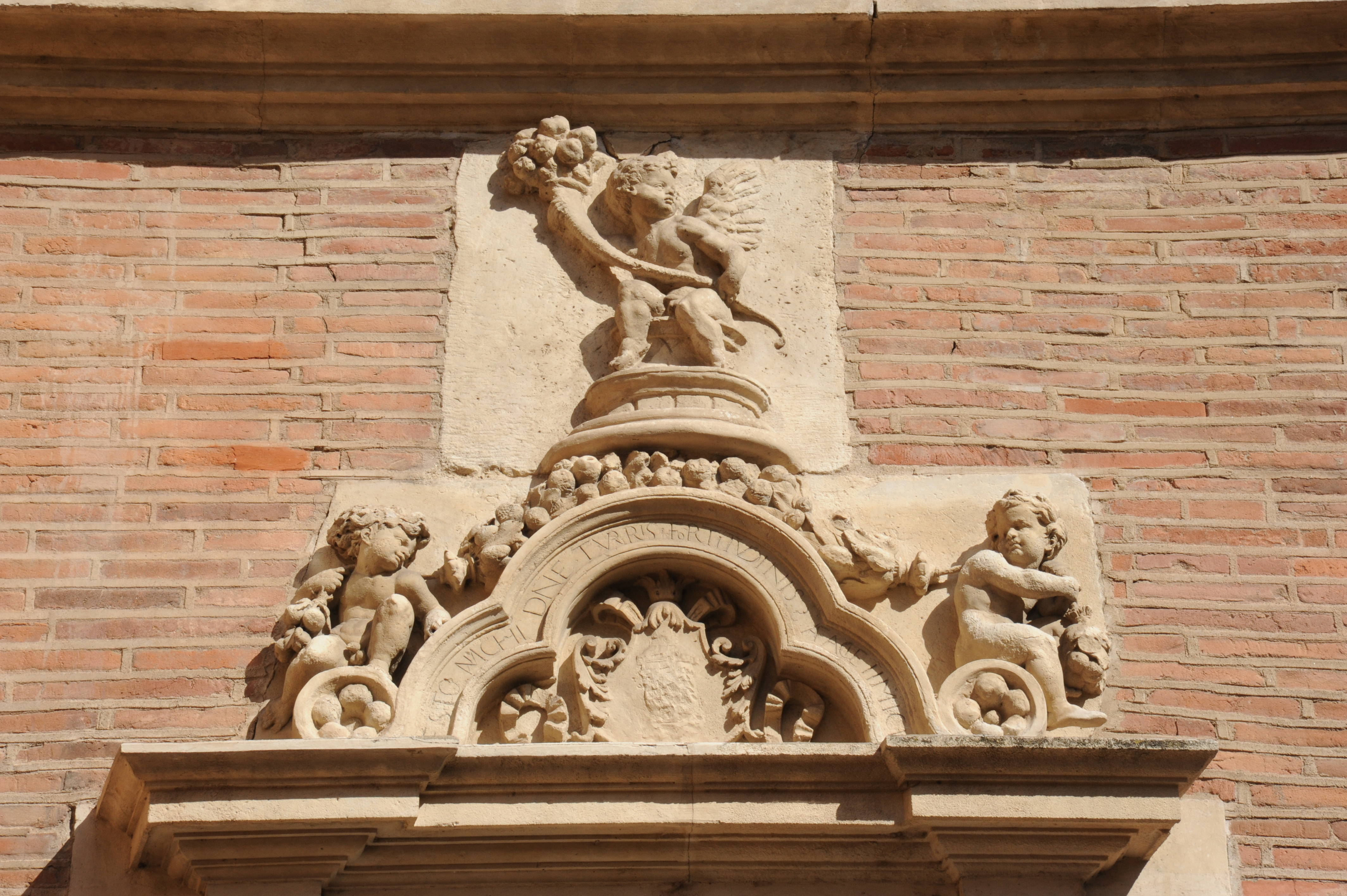
Détail de la porte : putti et guirlandes d'abondance.
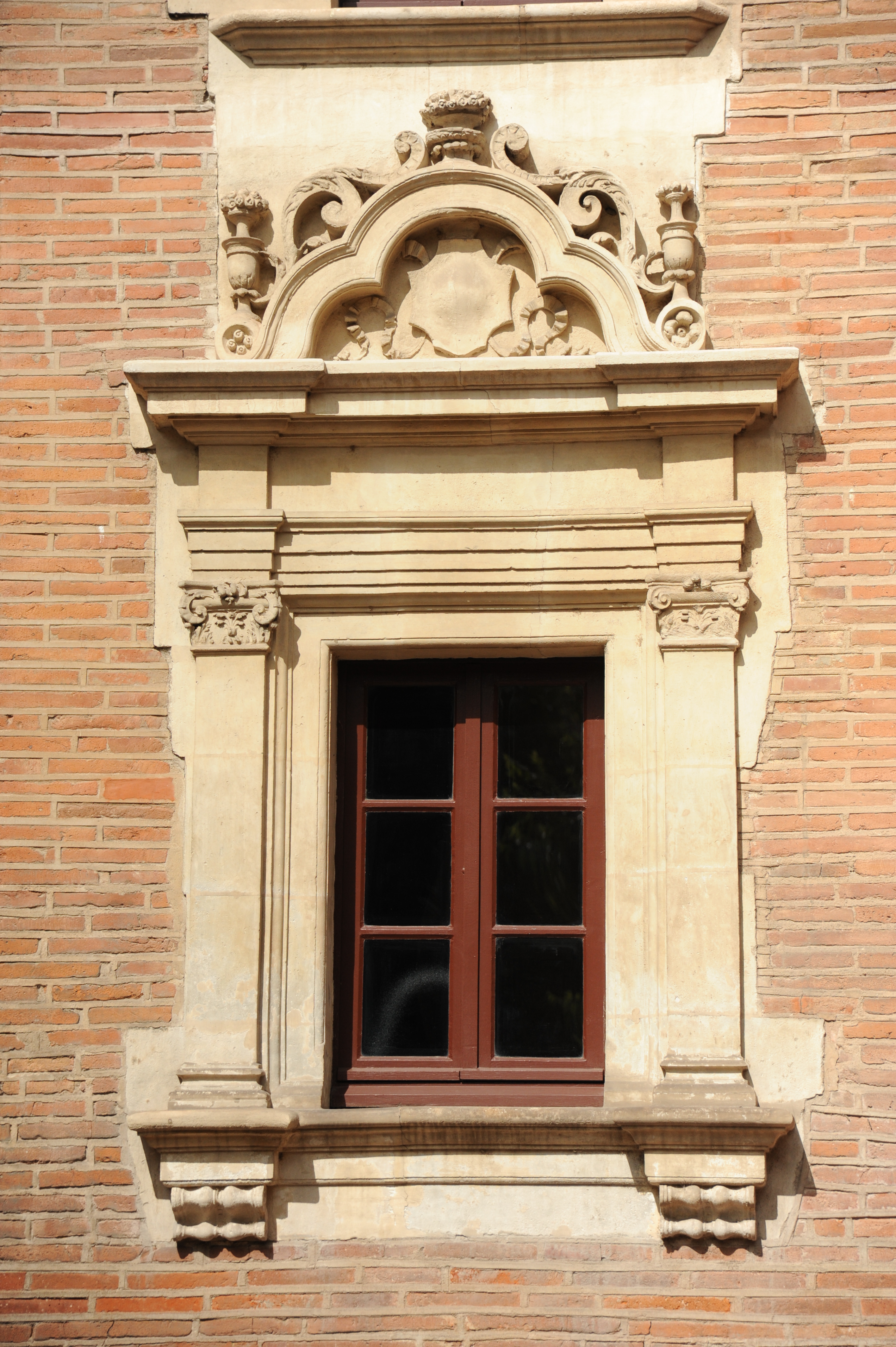
Une fenêtre Renaissance de la tour.

- no  10 : hôtel Potier de La Terrasse. 
L'hôtel est construit au XVIIe siècle, mais il conserve des éléments plus anciens de la fin du XVIe siècle sur la cour. L'édifice se compose à l'origine de plusieurs corps de bâtiments qui encadrent une cour intérieure. Du côté cour, l'hôtel a été amputé de ses bâtiments en 1907 lors du percement de la rue Théodore-Ozenne[54],[26].

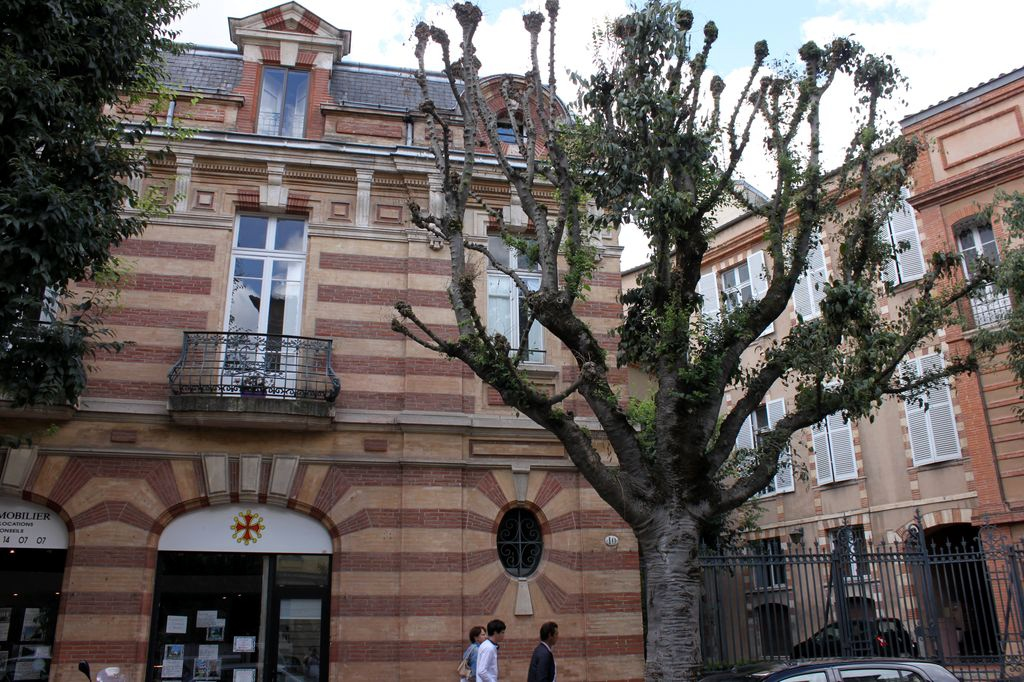
Les élévations de l'hôtel Potier de La Terrasse sur la rue Théodore-Ozenne.
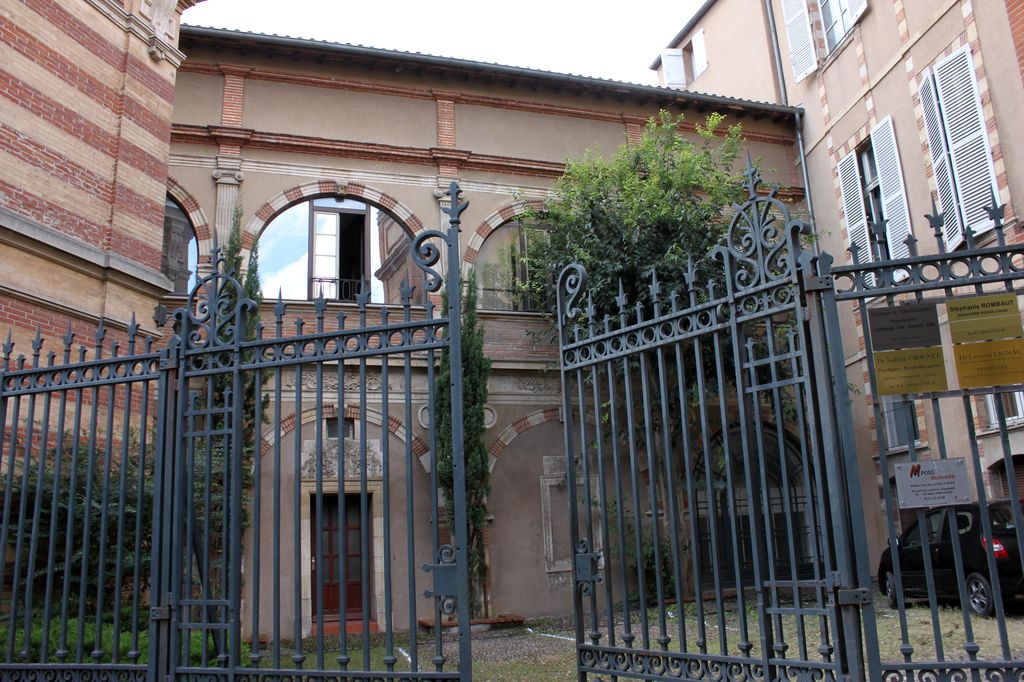
Détail des élévations de l'hôtel.
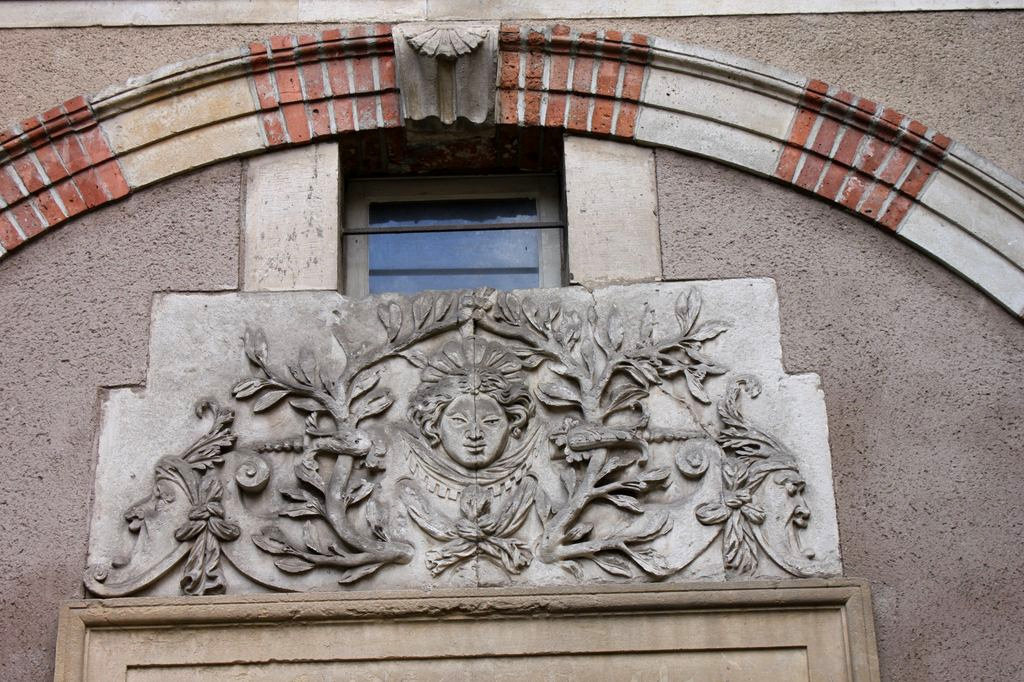
Détail du décor des arcades.

### Immeubles et maisons
- no  2 : immeuble Berry. 
L'immeuble est construit en 1908 par l'architecte Paul Bonamy, qui réalise pour M. Berry un édifice qui doit marquer l'angle que forment la rue du Languedoc et la rue Théodore-Ozenne. Il s'inscrit sur une parcelle triangulaire, limitée au sud par la rue José-Félix. Si l'architecture reste marquée par le néo-classicisme de la fin du XIXe siècle, Paul Bonamy utilise un décor inspiré par l'Art nouveau, que l'on retrouve particulièrement dans les garde-corps en fonte et en fer forgé, ornés de feuillages de lierre et de houx, dans le décor des consoles, ornées de feuilles d'acanthe, de roses, de marguerites et de feuillages, ou encore dans les impostes des fenêtres, aux motifs végétaux. 
L'immeuble, dont la structure est en béton, s'élève sur sept niveaux : sous-sol, rez-de-chaussée, entresol, deux étages et deux niveaux de comble. Le rez-de-chaussée est traité en bossage continu. Il est percé de grandes ouvertures de boutique rectangulaires, dont les agrafes sont décorées de bouquets de marguerites. Les fenêtres de l'entresol, dont les étroits balconnets s'appuient sur les agrafes du rez-de-chaussée, ont des garde-corps. Entre les fenêtres, de lourdes consoles formées de feuillages soutiennent le balcon du 1er étage, orné d'un garde-corps en fer forgé. Des consoles plus petites soutiennent les balcons du 2e étage. On retrouve les mêmes consoles qui soutiennent le balcon filant qui fait le tour du bâtiment au niveau du 1er étage de combles, percé de grandes fenêtres. Le 2e étage de combles est couvert d'une toiture à longs pans brisés d'ardoise et de zinc, percée de lucarnes. La travée de gauche forme, avec la travée de l'angle coupé, une rotonde surmontée d'un dôme[27],[55].

- no  3 : immeuble Bernardin.  Classé MH (1995, décor de la pharmacie),  Inscrit MH (1993, façade sur rue et toiture ; officine de pharmacie) et  Patrimoine XXe siècle (2011)[56],[35].

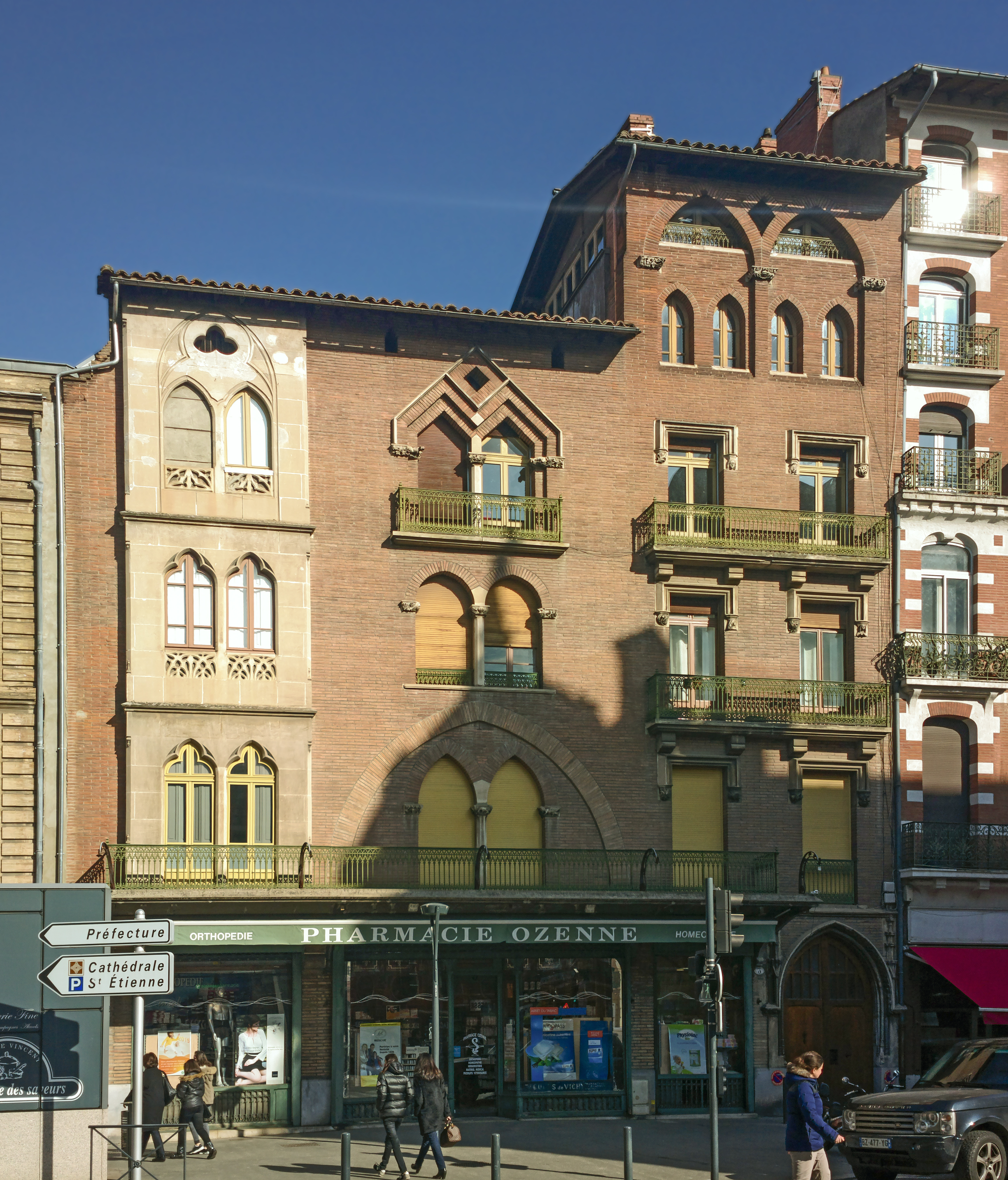
L'immeuble Bernardin.
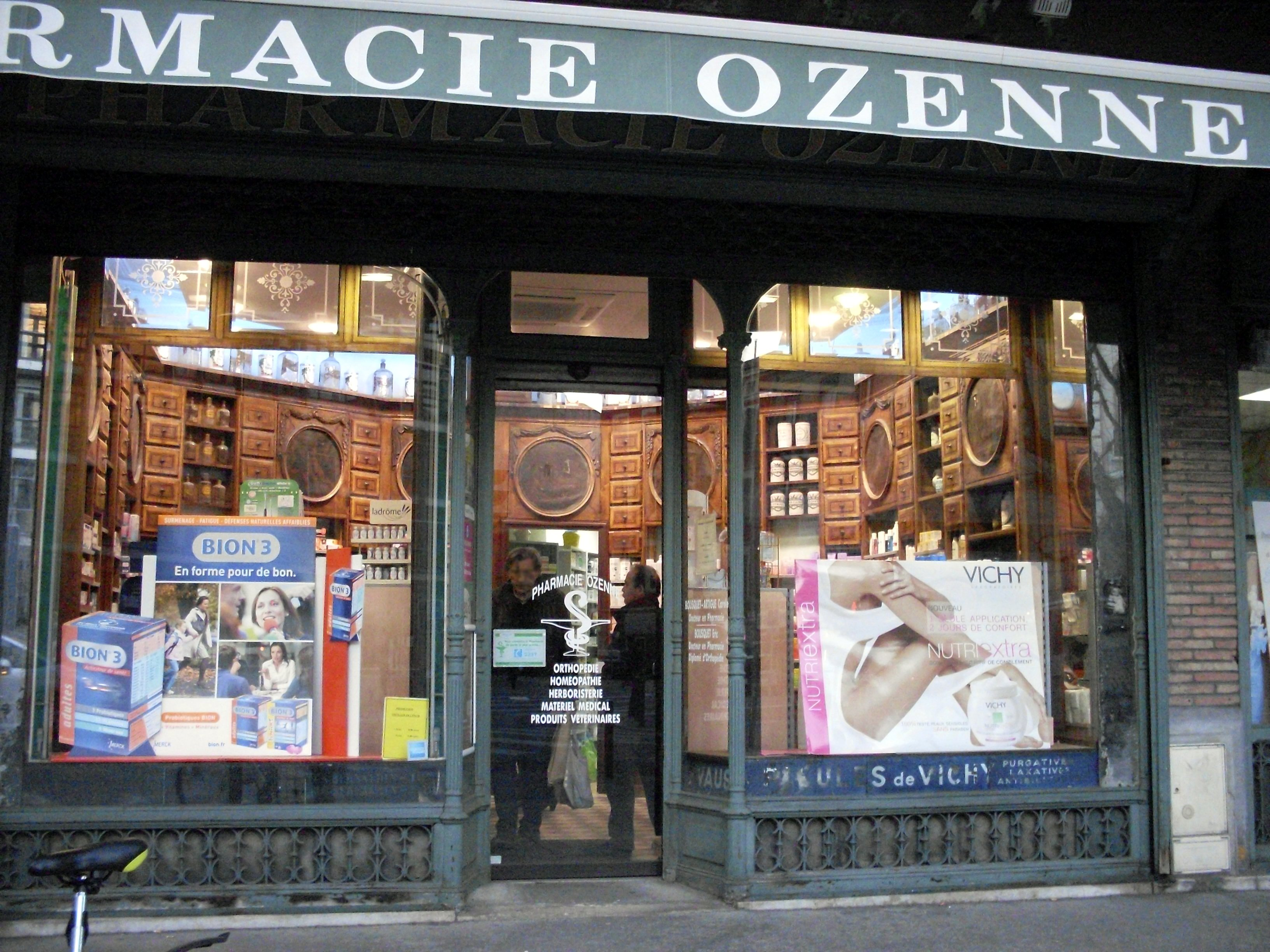
La devanture de la pharmacie Ozenne.
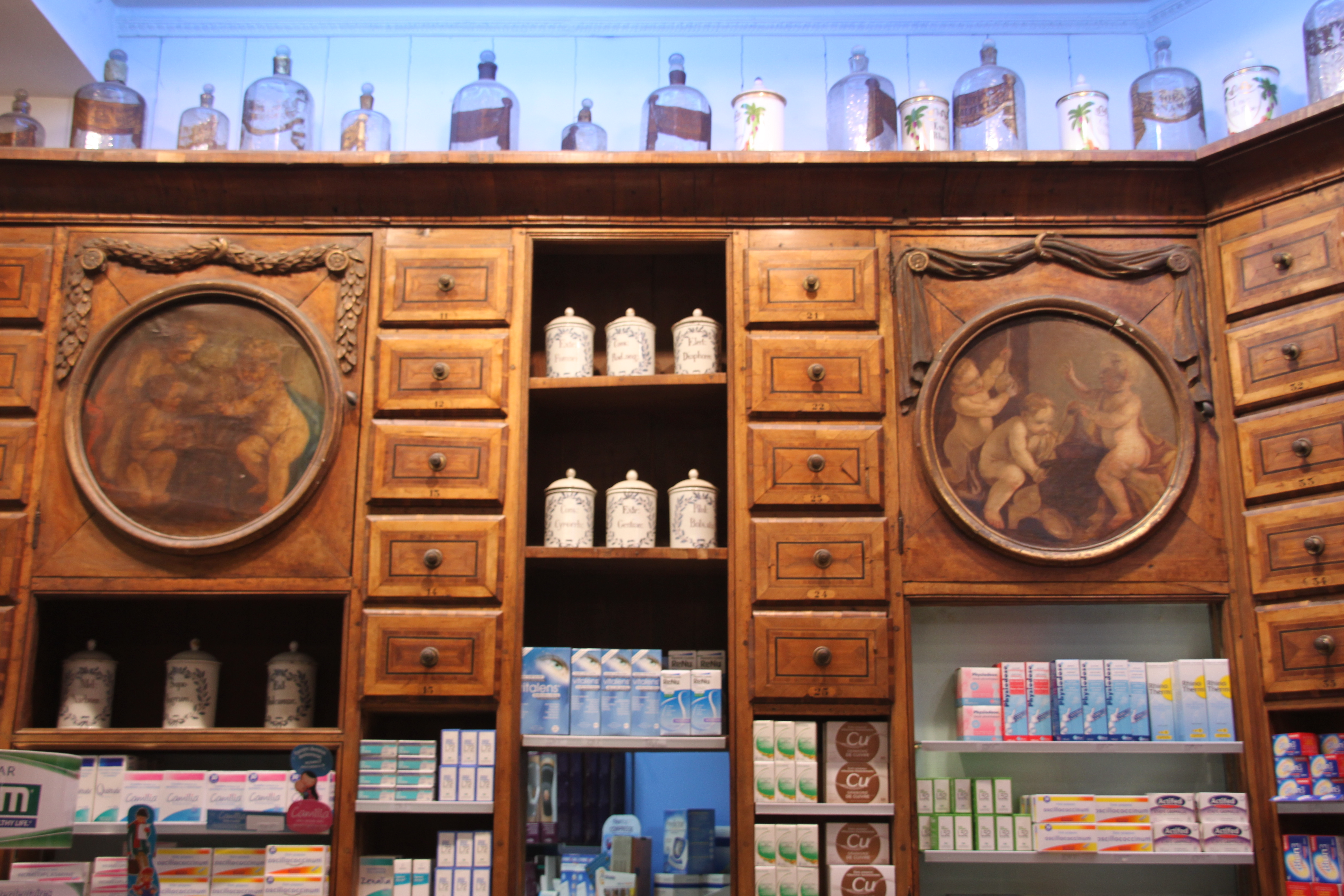
Le décor de la pharmacie.

- no  5 : immeuble Brocqua (1913, Joseph Gilet)[36].

- no  13 : immeuble. 
L'immeuble, construit en 1913 par l'architecte Marius Pujol, est représentatif de l'influence de l'Art nouveau à Toulouse. Il s'élève à l'angle de la grande-rue Nazareth. Le sous-sol surélevé est signalé un solin de pierre au bossage rustique, percé de petites fenêtres et d'un soupirail à charbon. Le rez-de-chaussée surélevé est également traité en bossage continu. Les trois travées sont percées de fenêtres de tailles et de décors différents : la fenêtre de gauche, en anse de panier, est surmontée de volutes ; la petite fenêtre centrale est fermée par une grille en fer forgé ; la fenêtre de droite est géminée. Elles ont toutes des agrafes en pierre qui servent de consoles aux balcons des fenêtres du 1er étage. À ce niveau, les fenêtres sont ornées de volutes et les balcons ont des garde-corps en fer forgé. Au 2e étage, le dessin des fenêtres est plus simplement souligné par un jeu de légères saillies, et le balcon continu est orné d'une garde-corps aux motifs géométriques et végétaux. Le 3e étage est séparé par un cordon mouluré. Les fenêtres ont une agrafe en pierre et sont surmontées de fines corniches. Le toit, couvert d'ardoise, est percé de lucarnes[57],[31].

- no  14 : immeuble (1925-1927, Louis Linder)[45].

- no  15 : immeuble. 
L'immeuble est construit en 1922, dans le style Art Déco, avec l'utilisation du béton enduit et de la brique, mais encore influencé par des motifs de l'éclectisme et néo-Renaissance. Le rez-de-chaussée est ouvert par des ouvertures de boutiques rectangulaires surmontées de larges corniches moulurées. Au 1er et au 2e étage, les fenêtres ont des garde-corps en fer forgé aux motifs géométriques. Elles sont séparées par des bas-reliefs représentants des enfants sortant de rinceaux, encadrant un vase. Le dernier étage de combles est percé de fenêtres plus petites. L'élévation est couronnée par une corniche à denticules. L'angle avec la grande-rue Nazareth est particulièrement mis en valeur par les colonnes qui encadrent l'ouverture de boutique au rez-de-chaussée et, à l'étage de combles, par une grande fenêtre en plein cintre qui porte une agrafe sculptée, et un fronton interrompu par un bas-relief sculpté de feuillages[42].

- no  21 : immeuble[46].

- no  22 : immeuble (1926, Antoine et Pierre Thuriès)[43].

- no  23 : maison (1909-1912, Paul Bonamy)[34].

- no  25 : immeuble (1913, Barthélémy Guitard)[37].

- no  33 : immeuble (1911)[58].

## Personnalité

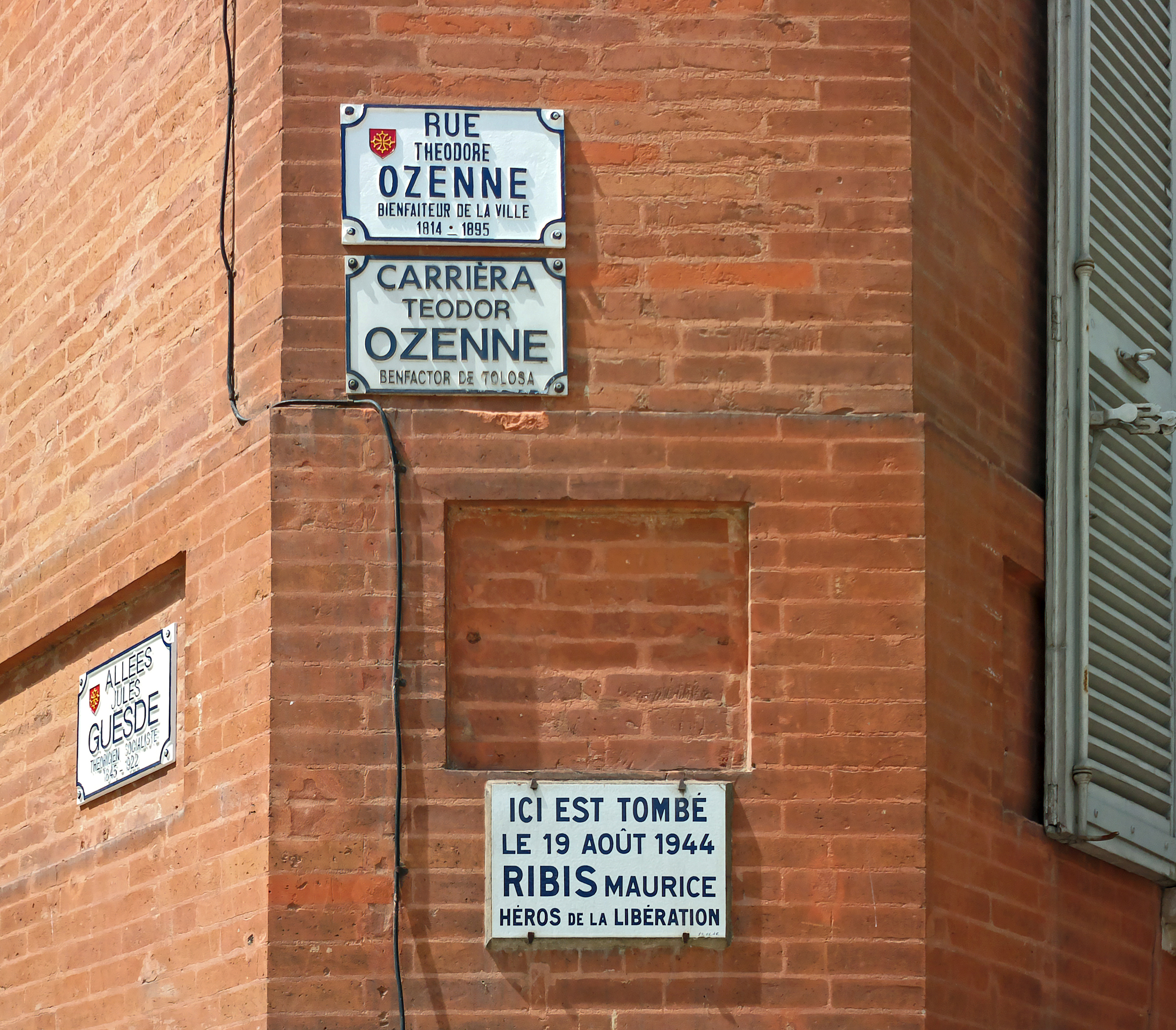
Plaque en hommage à Maurice Ribis, posée sur l'actuel no 1.

- Maurice Ribis (1906-1944) : chauffeur mécanicien, il rejoint la Résistance et le maquis de Léon Teboul, qui dirige le groupe « Casa », un des groupes francs de l'Armée secrète. Il participe aux combats de la Libération de Toulouse et, le 19 août 1944, il tombe blessé du toit d'un immeuble de la rue Théodore-Ozenne. Il meurt deux jours plus tard. Depuis 2006, un rond-point au carrefour du chemin du Ramelet-Moundi et de l'allée du Docteur-Lejzer-Ludwik-Zamenhof, dans le quartier de Lardenne, porte son nom[59].